# 藤澤町
藤澤町（日语：〔〕／ Fujisawa chō */?）是位於岩手縣南端的一町。已在2011年9月26日併入一關市。